# Werner Landgraf

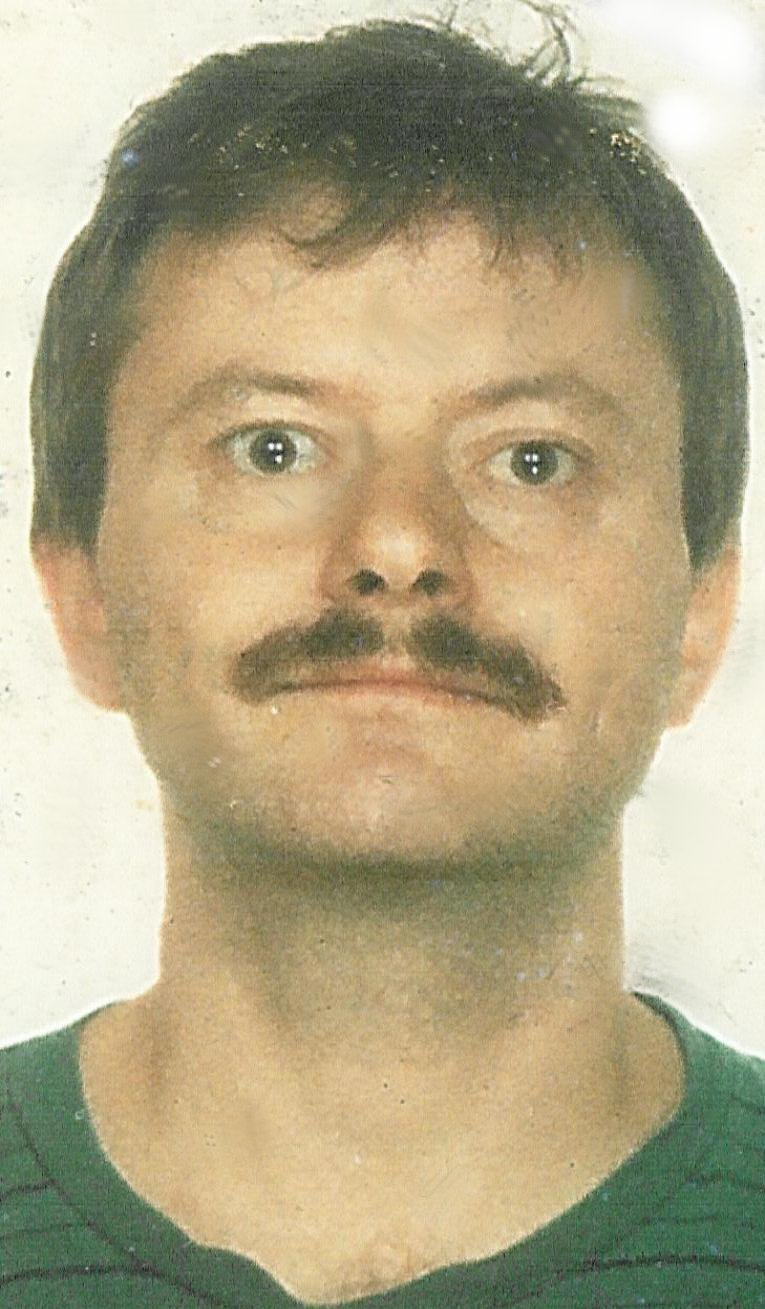
Werner Landgraf, 1991

Werner Landgraf (* 29. Juli 1959 in Mainz) ist ein deutscher Astrophysiker.

## Leben
Landgraf studierte ab 1977 Physik an der Universität Siegen und betrieb erste astronomische Projekte. Nach dem Vordiplom wechselte er 1979 an die Universität Göttingen und wählte die Fachrichtung Astrophysik. Seine Diplomarbeit Die Berechnung von Atmosphärenmodellen und Linienprofilen zur Analyse von Sternspektren schloss er 1983 ab; dann arbeitete er bis 1988 an seiner Dissertation Nichtgravitative Kräfte beim Halleyschen Kometen. (Betreuer: Hans-Heinrich Voigt)
Im Jahr 1986 erhielt Landgraf einen Lehrauftrag der Universität Siegen. Neben der Hauptvorlesung zur Astronomie und Astrophysik wurden dabei überwiegend Objekte des Sonnensystems und deren Bewegung, Relativität und Kosmologie behandelt.
Seit 2003 lebt Landgraf in Cayenne, der Hauptstadt von Französisch-Guayana. Er ist seit Dezember 2011 mit seinem guineischen Geschäftspartner nach brasilianischem Recht verpartnert.

## Werk
Landgrafs Arbeiten betreffen hauptsächlich die Verifizierung und Bestimmung von Konstanten des astronomischen Bezugssystems, der Massen der Planeten, nichtgravitativer Kräfte und die Verifizierung des Gravitationsgesetzes innerhalb des Sonnensystems. Er entwickelte und verbesserte Verfahren zur Identifizierung und Berechnung der Bahnen verschiedener Objekte des Sonnensystems. Er beschäftigte sich im Rahmen dieser Arbeit mit zahlreichen Kleinplaneten mit Schwerpunkt auf den erdnahen Kleinplaneten, ausgewählten Kometen, deren langzeitliche Dynamik und mit der Beobachtung kleiner Planeten und Kometen. Er entwickelte auch ein Verfahren zur Beseitigung einiger systematischer Positionsfehler heller Kometen, was eine genauere Vorausberechnung des Halley’schen Kometen für die Sondenprojekte von 1986 erlaubte. Eine Rückrechnung der Bahn des Halley’schen Kometen bis 2317 v. Chr. bestätigte, dass die Griechen diesen bereits 466 v. Chr. gesichtet hatten.
| (3683) Baumann  | 23. Juni 1987 |
| (4349) Tibúrcio | 5. Juni 1989  |
| (4378) Voigt    | 14. Mai 1988  |
| (7696) Liebe    | 10. Mai 1988  |
| (9938) Kretlow  | 14. Mai 1988  |
| (17412) Kroll   | 24. Mai 1988  |
| (29148) Palzer  | 10. Mai 1988  |
|                 |               |

Er entdeckte an der Europäischen Südsternwarte verschiedene Kleinplaneten, wie z. B. (3683) Baumann, (4378) Voigt, benannt nach Hans-Heinrich Voigt, (9938) Kretlow und denjenigen mit der kleinsten Elongation bei der Entdeckung, (4349) Tibúrcio.
In den Jahren danach beschäftigte sich Landgraf mit kosmologischen Überlegungen.

## Ehrungen
1987 wurde der Kleinplanet (3132) Landgraf nach ihm benannt.